# Tiora bernardiana
Tiora bernardiana är en fjärilsart som beskrevs av Beuret 1957. Tiora bernardiana ingår i släktet Tiora och familjen juvelvingar. Inga underarter finns listade i Catalogue of Life.